# Cinara nopporensis
Cinara nopporensis är en insektsart. Cinara nopporensis ingår i släktet Cinara och familjen långrörsbladlöss. Inga underarter finns listade i Catalogue of Life.